# Leptoperilissus microps
Leptoperilissus microps är en stekelart som beskrevs av Horstmann 1993. Leptoperilissus microps ingår i släktet Leptoperilissus och familjen brokparasitsteklar. Inga underarter finns listade i Catalogue of Life.